# Winter World University Games 2025/Teilnehmer (Spanien)
| Gelbes Symbol für Goldmedaillen mit stilisierten Olympischen Ringen | Graues Symbol für Silbermedaillen mit stilisierten Olympischen Ringen | Braundes Symbol für Bronzemedaillen mit stilisierten Olympischen Ringen |
| ------------------------------------------------------------------- | --------------------------------------------------------------------- | ----------------------------------------------------------------------- |
| 4                                                                   | 7                                                                     | 2                                                                       |

Spanien nahm mit 31 Athleten (17 Männer und 14 Frauen) an den Winter World University Games 2025 in Turin teil.

## Medaillen

### Medaillenspiegel
| Rang   | Sportart       | Gold | Silber | Bronze | Gesamt |
| ------ | -------------- | ---- | ------ | ------ | ------ |
| 1      | Ski Alpin      | 2    | —      | 1      | 3      |
| 2      | Para Ski Alpin | 1    | 3      | —      | 4      |
| 3      | Eiskunstlauf   | 1    | —      | —      | 1      |
| 4      | Skibergsteigen | —    | 3      | 1      | 4      |
| 5      | Snowboard      | —    | 1      | —      | 1      |
| Gesamt | Gesamt         | 4    | 7      | 2      | 13     |

### Medaillengewinner
| Name/n                        | Sportart       | Wettkampf              |
| ----------------------------- | -------------- | ---------------------- |
| Gold                          |                |                        |
| Audrey Pascual                | Para Ski Alpin | Super-G (Stehend)      |
| Ander Mintegui                | Ski Alpin      | Super-G                |
| Sofía Val Asaf Kazimov        | Eiskunstlauf   | Eistanz                |
| Aleix Aubert Serracanta       | Ski Alpin      | Riesenslalom           |
| Silber                        |                |                        |
| María Martín-Granizo Ferreiro | Para Ski Alpin | Super-G (Stehend)      |
| María Martín-Granizo Ferreiro | Para Ski Alpin | Riesenslalom (Stehend) |
| Audrey Pascual                | Para Ski Alpin | Riesenslalom (Sitzend) |
| Bernat Ribera                 | Snowboard      | Snowboardcross         |
| María Ordóñez Marc Radua      | Skibergsteigen | Mixed-Staffel          |
| María Ordóñez                 | Skibergsteigen | Vertical Race          |
| María Ordóñez                 | Skibergsteigen | Sprint                 |
| Bronze                        |                |                        |
| Ares Torra                    | Skibergsteigen | Sprint                 |
| Tomás Barata                  | Ski Alpin      | Alpine Kombination     |

## Teilnehmer nach Sportarten

### Biathlon
| Athleten                      | Wettbewerbe          | Zeit        | Fehler        | Rang |
| ----------------------------- | -------------------- | ----------- | ------------- | ---- |
| Frauen                        |                      |             |               |      |
| Irati Cuadrado                | 7,5 km Sprint        | 27:00,4 min | 8 (4+4)       | 35   |
| Irati Cuadrado                | 10 km Verfolgung     | LAP         | LAP           | LAP  |
| Irati Cuadrado                | 12,5 km Einzel       | 49:44,2 min | 15 (4+3+3+5)  | 42   |
| Männer                        |                      |             |               |      |
| Rodrigo Azabal                | 10 km Sprint         | 26:52,8 min | 4 (3+1)       | 30   |
| Rodrigo Azabal                | 12,5 km Verfolgung   | LAP         | LAP           | LAP  |
| Rodrigo Azabal                | 15 km Einzel         | 46:09,8 min | 8 (2+3+1+2)   | 32   |
| Mixed                         |                      |             |               |      |
| Irati Cuadrado Rodrigo Azabal | Single-Mixed-Staffel | LAP         | 0+6 (0+4 0+2) | 15   |

### Eiskunstlauf
| Athleten                        | Wettbewerbe | Kurzprogramm/ Rhythmustanz | Kurzprogramm/ Rhythmustanz | Kür           | Kür           | Gesamt | Gesamt |
| Athleten                        | Wettbewerbe | Punkte                     | Rang                       | Punkte        | Rang          | Punkte | Rang   |
| ------------------------------- | ----------- | -------------------------- | -------------------------- | ------------- | ------------- | ------ | ------ |
| Frauen                          |             |                            |                            |               |               |        |        |
| Nuria Rodríguez                 | Einzel      | 41,83                      | 22                         | 74,76         | 22            | 116,59 | 22     |
| Celia Garnacho                  | Einzel      | 34,05                      | 29                         | ausgeschieden | ausgeschieden | 34,05  | 29     |
| Männer                          |             |                            |                            |               |               |        |        |
| Iker Oyarzábal                  | Einzel      | 51,10                      | 30                         | ausgeschieden | ausgeschieden | 51,10  | 30     |
| Euken Alberdi                   | Einzel      | 64,25                      | 13                         | 119,10        | 15            | 183,35 | 15     |
| Mixed                           |             |                            |                            |               |               |        |        |
| Philomène Sabourin Raúl Bermejo | Eistanz     | 52,62                      | 8                          | 84,85         | 6             | 137,47 | 7      |
| Sofía Val Asaf Kazimov          | Eistanz     | 66,42                      | 1                          | 106,35        | 1             | 172,77 | Gold   |

### Para Ski Alpin
| Athleten                      | Wettbewerbe            | 1. Lauf     | 1. Lauf | 2. Lauf     | 2. Lauf | Gesamt      | Gesamt |
| Athleten                      | Wettbewerbe            | Zeit        | Rang    | Zeit        | Rang    | Zeit        | Rang   |
| ----------------------------- | ---------------------- | ----------- | ------- | ----------- | ------- | ----------- | ------ |
| Frauen                        |                        |             |         |             |         |             |        |
| María Martín-Granizo Ferreiro | Super-G (Stehend)      | —           | —       | —           | —       | 1:19,38 min | Silber |
| María Martín-Granizo Ferreiro | Riesenslalom (Stehend) | 1:20,42 min | 2       | 1:20,36 min | 2       | 2:40,78 min | Silber |
| Audrey Pascual                | Super-G (Sitzend)      | —           | —       | —           | —       | 1:15,87 min | Gold   |
| Audrey Pascual                | Riesenslalom (Sitzend) | 1:15,37 min | 2       | 1:16,52 min | 2       | 2:31,89 min | Silber |

### Ski Alpin
| Athleten                | Wettbewerbe        | 1. Lauf     | 1. Lauf | 2. Lauf     | 2. Lauf | Gesamt      | Gesamt |
| Athleten                | Wettbewerbe        | Zeit        | Rang    | Zeit        | Rang    | Zeit        | Rang   |
| ----------------------- | ------------------ | ----------- | ------- | ----------- | ------- | ----------- | ------ |
| Frauen                  |                    |             |         |             |         |             |        |
| Aura Coronado           | Riesenslalom       | DNF         | DNF     | DNF         | DNF     | DNF         | DNF    |
| Aura Coronado           | Slalom             | DNF         | DNF     | DNF         | DNF     | DNF         | DNF    |
| Arrieta Rodríguez       | Slalom             | 40,47 s     | 12      | 39,14 s     | 4       | 1:19,61 min | 8      |
| June Garitano           | Slalom             | 41,18 s     | 25      | 39,72 s     | 20      | 1:20,90 min | 22     |
| Martina Terrén          | Slalom             | 41,49 s     | 28      | 40,07 s     | 25      | 1:21,56 min | 26     |
| Männer                  |                    |             |         |             |         |             |        |
| Ander Mintegui          | Super-G            | —           | —       | —           | —       | 57,55 s     | Gold   |
| Ander Mintegui          | Alpine Kombination | 58,40 s     | 2       | 41,96 s     | 10      | 1:40,36 min | 5      |
| Tomás Barata            | Super-G            | —           | —       | —           | —       | 58,84 s     | 12     |
| Tomás Barata            | Riesenslalom       | 1:02,53 min | 20      | 1:03,23 min | 11      | 2:05,76 min | 19     |
| Tomás Barata            | Slalom             | DNF         | DNF     | DNF         | DNF     | DNF         | DNF    |
| Tomás Barata            | Alpine Kombination | 58,88 s     | 4       | 41,22 s     | 3       | 1:40,10 min | Bronze |
| Jonás Sánchez           | Super-G            | —           | —       | —           | —       | 59,60 s     | 19     |
| Jonás Sánchez           | Riesenslalom       | DNF         | DNF     | DNF         | DNF     | DNF         | DNF    |
| Jonás Sánchez           | Slalom             | 41,68 s     | 14      | 41,16 s     | 24      | 1:22,84 min | 20     |
| Jonás Sánchez           | Alpine Kombination | 1:00,10 min | 21      | 42,07 s     | 11      | 1:42,17 min | 17     |
| Aleix Aubert Serracanta | Super-G            | —           | —       | —           | —       | 58,01 s     | 4      |
| Aleix Aubert Serracanta | Riesenslalom       | 59,74 s     | 1       | 1:02,98 min | 8       | 2:02,72 min | Gold   |
| Aleix Aubert Serracanta | Alpine Kombination | 59,61 s     | 17      | 41,32 s     | 5       | 1:40,93 min | 7      |

### Skibergsteigen
| Athleten                 | Wettbewerbe   | Qualifikation | Qualifikation | Vorlauf      | Vorlauf | Halbfinale    | Halbfinale    | Finale        | Finale        | Rang   |
| Athleten                 | Wettbewerbe   | Zeit          | Rang          | Zeit         | Rang    | Zeit          | Rang          | Zeit          | Rang          | Rang   |
| ------------------------ | ------------- | ------------- | ------------- | ------------ | ------- | ------------- | ------------- | ------------- | ------------- | ------ |
| Frauen                   |               |               |               |              |         |               |               |               |               |        |
| María Ordóñez            | Sprint        | 5:39,79 min   | 5             | 5:10,75 min  | 2       | 5:11,34 min   | 1             | 5:04,86 min   | 2             | Silber |
| María Ordóñez            | Vertical Race | —             | —             | —            | —       | —             | —             | 16:04,3 min   | 2             | Silber |
| Ares Torra               | Sprint        | 5:26,78 min   | 1             | 5:22,55 min  | 1       | 5:18,38 min   | 2             | 5:07,21 min   | 3             | Bronze |
| Ares Torra               | Vertical Race | —             | —             | —            | —       | —             | —             | 17:21,2 min   | 5             | 5      |
| Männer                   |               |               |               |              |         |               |               |               |               |        |
| Enric Baños              | Sprint        | 4:49,35 min   | 22            | 4:06,54 min  | 2       | 4:25,45 min   | 4             | ausgeschieden | ausgeschieden | 8      |
| Enric Baños              | Vertical Race | —             | —             | —            | —       | —             | —             | 15:54,0 min   | 19            | 19     |
| Manuel Peinado           | Sprint        | 4:36,01 min   | 11            | 4:40,49 min  | 4       | ausgeschieden | ausgeschieden | ausgeschieden | ausgeschieden | 18     |
| Manuel Peinado           | Vertical Race | —             | —             | —            | —       | —             | —             | 14:18,4 min   | 8             | 8      |
| Biel Pujol               | Sprint        | 4:22,65 min   | 5             | 4:010,15 min | 1       | 5:11,61 min   | 6             | ausgeschieden | ausgeschieden | 11     |
| Biel Pujol               | Vertical Race | —             | —             | —            | —       | —             | —             | 15:39,5 min   | 17            | 17     |
| Marc Radua               | Sprint        | 4:25,62 min   | 6             | 4:02,95 min  | 2       | 4:07,49 min   | 2             | 4:51,24 min   | 6             | 6      |
| Marc Radua               | Vertical Race | —             | —             | —            | —       | —             | —             | 14:49,4 min   | 12            | 12     |
| Mixed                    |               |               |               |              |         |               |               |               |               |        |
| María Ordóñez Marc Radua | Staffel       | —             | —             | —            | —       | 25:07,63 min  | 4             | 45:20,02 min  | 2             | Silber |
| Ares Torra Biel Pujol    | Staffel       | —             | —             | —            | —       | 25:28,34 min  | 6             | 47:21,39 min  | 9             | 9      |

### Skilanglauf
| Athleten      | Wettbewerbe      | Qualifikation | Qualifikation | Viertelfinale | Viertelfinale | Halbfinale    | Halbfinale    | Finale        | Finale        | Rang |
| Athleten      | Wettbewerbe      | Zeit          | Rang          | Zeit          | Rang          | Zeit          | Rang          | Zeit          | Rang          | Rang |
| ------------- | ---------------- | ------------- | ------------- | ------------- | ------------- | ------------- | ------------- | ------------- | ------------- | ---- |
| Männer        |                  |               |               |               |               |               |               |               |               |      |
| Marc Colell   | Sprint klassisch | 3:11,03 min   | 27            | 3:01,65 min   | 4             | ausgeschieden | ausgeschieden | ausgeschieden | ausgeschieden | 17   |
| Bernat Sellés | Sprint klassisch | 3:02,85 min   | 7             | 3:00,07 min   | 3             | ausgeschieden | ausgeschieden | ausgeschieden | ausgeschieden | 12   |

### Snowboard
| Athleten      | Wettbewerbe    | Platzierungsrunde | Platzierungsrunde | Vorläufe | Vorläufe | Halbfinale    | Finale        | Rang   |
| Athleten      | Wettbewerbe    | Zeit              | Rang              | Punkte   | Rang     | Rang          | Rang          | Rang   |
| ------------- | -------------- | ----------------- | ----------------- | -------- | -------- | ------------- | ------------- | ------ |
| Frauen        |                |                   |                   |          |          |               |               |        |
| Andrea Seijas | Snowboardcross | 37,47 s           | 11                | 10       | 11       | ausgeschieden | ausgeschieden | 11     |
| Männer        |                |                   |                   |          |          |               |               |        |
| Bernat Ribera | Snowboardcross | 31,50 s           | 3                 | 20       | 1        | 1             | 2             | Silber |
| Antoni Toledo | Snowboardcross | 32,71 s           | 19                | 12       | 9        | ausgeschieden | ausgeschieden | 17     |